# Gemma Silverio
Gemma Silverio (ur. 28 stycznia 1970) – filipińska zapaśniczka walcząca w stylu wolnym.
Brązowa medalistka mistrzostw Azji z 1996, czwarta w 1997. Osiemnasta na mistrzostwach świata w 2006 i siedemnasta w 2008. Siódma na igrzyskach azjatyckich w 2006. Złota medalistka igrzysk Azji Południowo-Wschodniej w 2005 i srebrna w 2007 roku.